# Dionne Farris
Dionne Farris (* 4. prosince 1969 New Jersey) je muzikantka, zabývající se hudebními žánry R&B a soul a dřívější neoficiální členka hip hopové skupiny Arrested Development. V roce 1995 měla hitový singl nazvaný „I Know“ (ang. já vím) a v roce 1997 další s názvem „Hopeless“ (ang. beznaděj; napsaný Van Huntem) ze soundtracku romantického filmu Love Jones.
V současnosti pracuje na svém dlouho očekávaném druhém albu, jehož datum vydání zatím nebylo upřesněno.

## Diskografie
- Wild Seed, Wild Flower (1994)